# Treehouse of Horror XX
«Treehouse of Horror XX» (с англ. — «Маленький домик ужасов на дереве 20») — четвёртый эпизод двадцать первого сезона мультсериала «Симпсоны», премьера которого состоялась 18 октября 2009 года на телеканале FOX. Это двадцатый по счёту эпизод «Treehouse of Horror», приуроченный к Хэллоуину, и содержащий три независимые истории. Эпизод во время премьерного показа посмотрело около 8,59 миллионов зрителей.

## Сюжет

### Пролог
В начале эпизода такие традиционные символы Хэллоуина, как чудовище Франкенштейна, мумия, оборотень и Дракула, ожив, передвигаются по улицам Спрингфилда в ночь на Хэллоуин. После того, как монстры встречают Долфа, Джимбо и Керни в более современных костюмах для Хэллоуина, они решают изменить свой внешний вид, купив костюмы в магазине. Они идут на вечеринку к Симпсонам, где их застают их жёны, разозлённые тем, что их мужья пошли на вечеринку вместо того, чтобы убивать детей. Гомер пытается заступиться за монстров, отчего их жёны налетают на него и обезглавливают. Голова Гомера падает в чашу и на каждом его глазу появляется символ «X», а затем и надпись «Treehouse of Horror», таким образом образуя название эпизода — «Treehouse of Horror XX».

### В случае убийства наберите «M» или нажмите # для возврата в главное меню
Вся история показана чёрно-белой. После того, как мисс Гувер назначает Лизе наказание после уроков, Лиза решает ей отомстить. Барт придумывает взаимовыгодный план, согласно которому он мстит за Лизу мисс Гувер, а Лиза мстит за Барта мисс Крабаппл, тем самым обеспечивая друг другу алиби, и рассказывает его Лизе. Согласно этому плану Лиза должна одурачить мисс Крабаппл, и Лиза думает, что всё, что она должна была сделать, — это позвонить в дверь мисс Крабаппл и убежать. Однако позже Лиза узнаёт, что Барт убил мисс Гувер, и она должна была сделать то же самое. Барт подговаривает Лизу убить мисс Крабаппл, а затем, поняв, что не может этого сделать, Лиза пытается убить Барта, но уже отказавшись от этой затеи, она всё же случайно его убивает. Мисс Крабаппл не верит Лизе, что это случайность, но делает вид, что поверила в это.

### Не ешьте коров, человечество
Клоун Красти представляет публике новый вид своего Крастибургера, «Бургер в квадрате», сделанный из мяса коров, питающихся другими коровами. После того, как Кент Брокман в прямом эфире своего репортажа пробует этот сэндвич, он превращается в кровожадного зомби и кусает Красти. 28 дней спустя город Спрингфилд уже полон зомби; Симпсоны остались незаражёнными, забаррикадировавшись в собственном доме. Барт, не в силах больше терпеть фрукты в качестве еды, находит заражённый сэндвич и ест его. По тому, что с ним ничего не произошло, Лиза понимает, что Барт не подвержен этому вирусу и его кровь может быть использована как вакцина заражённым горожанам. Апу помогает выбраться Симпсонам за город, где Гомера заражает, укусив, мистер Бёрнс. Однако семья решает не убивать его в надежде на то, что скоро появится вакцина. Добравшись до охраняемой военными безопасной зоны, Мардж с помощью дробовика доказывает солдатам, что использовать плоть Барта для создания вакцины нельзя. В итоге всех зомби исцеляют, скармливая им еду, в которой искупался Барт.

### Нет такого бизнеса, как бизнес Мо (в переводе РЕН-ТВ — Отличный бизнес Мо)
История представляет собой мюзикл, действие которого происходит в таверне Мо. Мо переживает по поводу своей внешности и из-за того, что его не любит ни одна девушка. Он ревнует Мардж к Гомеру. Когда Гомер по неосторожности падает в подвал на острые трубы, Мо, поначалу пытавшийся его спасти, решает, что так будет лучше, и говорит Мардж, что Гомер её разлюбил. Для бо́льшей вероятности Мо пишет письмо, которое, якобы, написал Гомер для Мардж, где он признаётся, что он гей. В конечном счёте Гомер находит в себе силы подняться и, выйдя к Мардж, отбрасывает в сторону Мо.